# Marek Štec
Marek Štec (* 10. srpna 1980) je slovenský basketbalista hrající českou Národní basketbalovou ligu za tým BK Breda & Weinstein Opava. Hraje na postu křídla, případně rozehrávače.
Je vysoký 194 cm, váží 94 kg.

## Kariéra
- 1998–1999 : Kovohuty Krompachy (slovenská liga)
- 1999–2001 : Slovakofarma Pezinok (slovenská liga)
- 2001–2003 : Jacksonville Jaguars (USA – NCAA)
- 2003–2007 : Mlékárna Kunín
- 2007–dosud : BK Breda & Weinstein Opava

## Statistiky v NBL
| Sezóna   | Soutěž      | Odehrané minuty | Průměr na zápas | Body | Průměr na zápas |
| -------- | ----------- | --------------- | --------------- | ---- | --------------- |
| 2003/04  | Mattoni NBL | 701.1           | 25.0            | 349  | 12.5            |
| 2004/05  | Mattoni NBL | 542.4           | 18.7            | 209  | 7.2             |
| 2004/05  | Český pohár | 51.9            | 17.3            | 22   | 7.3             |
| 2005/06  | Mattoni NBL | 980.3           | 22.8            | 449  | 10.4            |
| 2005/06  | Český pohár | 36.4            | 18.2            | 20   | 10.0            |
| 2006/07* | Mattoni NBL | 296.2           | 22.8            | 116  | 8.9             |

```
*Rozehraná sezóna – údaje k 20.1.2007
```